# Puccinia brachypodii-phoenicoidis
Puccinia brachypodii-phoenicoidis ist eine Ständerpilzart aus der Ordnung der Rostpilze (Pucciniales). Der Pilz ist ein Endoparasit des Süßgrases Brachypodium phoinicoidis und wahrscheinlich auch von Berberitzen. Symptome des Befalls durch die Art sind Rostflecken und Pusteln auf den Blattoberflächen der Wirtspflanzen. Sie ist ein Endemit Marokkos.

## Merkmale

### Makroskopische Merkmale
Puccinia brachypodii-phoenicoidis ist mit bloßem Auge nur anhand der auf der Oberfläche des Wirtes hervortretenden Sporenlager zu erkennen. Sie wachsen in Nestern, die als gelbliche bis braune Flecken und Pusteln auf den Blattoberflächen erscheinen.

### Mikroskopische Merkmale
Das Myzel von Puccinia brachypodii-phoenicoidis wächst wie bei allen Puccinia-Arten interzellulär und bildet Saugfäden, die in das Speichergewebe des Wirtes wachsen. Aecien oder Spermogonien der Art sind nicht bekannt. Die Uredien des Pilzes wachsen oberseitig auf den Blattoberflächen der Wirtspflanze und sind zimtbraun. Ihre hellgelben bis haselnussbraunen Uredosporen sind breit ellipsoid bis breitellipsoid, 27–32 × 22–25 µm groß und fein stachelwarzig. Die blattoberseitig wachsenden Telien der Art sind schwärzlich, bedeckt und kompakt. Die haselnussbraunen Teliosporen sind ein- bis zweizellig, in der Regel langkeulig bis zylindrisch und 40–56 × 19–24 µm groß; ihre Stiele sind bräunlich und bis zu 10 µm lang.

## Verbreitung
Das bekannte Verbreitungsgebiet von Puccinia brachypodii-phoenicoidis umfasst lediglich Marokko.

## Ökologie
Die Wirtspflanze von Puccinia brachypodii-phoenicoidis ist die Zwenke Brachypodium phoenicoidis für den Dikaryonten, wahrscheinlich Berberitzen für den Haplonten. Der Pilz ernährt sich von den im Speichergewebe der Pflanzen vorhandenen Nährstoffen, seine Sporenlager brechen später durch die Blattoberfläche und setzen Sporen frei. Die Art verfügt über einen Entwicklungszyklus, von dem bislang lediglich Telien und Uredien sowie deren Wirt bekannt sind; Spermogonien und Aecien konnten dem Pilz nicht zugeordnet werden.